# Angermühle (Marktrodach)
Angermühle ist eine Wüstung auf dem Gemeindegebiet des Marktes Marktrodach im Landkreis Kronach (Oberfranken, Bayern).

## Geographie
Der Einöde lag auf einer Höhe von 329 m ü. NHN an einem linken Seitenarm der Rodach nordwestlich von Oberrodach.

## Geschichte
Gegen Ende des 18. Jahrhunderts gehörte Angermühle zur Realgemeinde Oberrodach. Das Hochgericht übte das bambergische Centamt Kronach aus, was allerdings auch vom bayreuthischen Vogteiamt Seibelsdorf beansprucht wurde. Das Seniorat von Redwitz war Grundherr der Schneidmühle.
Mit dem Gemeindeedikt wurde Angermühle dem 1808 gebildeten Steuerdistrikt Zeyern und der 1818 gebildeten Ruralgemeinde Oberrodach zugewiesen. Auf einer topographischen Karte von 1940 wurde der Ort letztmals verzeichnet. Heute befindet sich an der Stelle des Anwesens die Ortsstraße Am Anger.

### Einwohnerentwicklung
| Jahr      | 001861 | 001871 | 001885 | 001900 | 001925 |
| Einwohner | 5      | 10     | 15     | 9      | 9      |
| Häuser    |        |        | 1      | 1      | 1      |
| Quelle    | [ 7 ]  | [ 8 ]  | [ 9 ]  | [ 10 ] | [ 11 ] |

## Religion
Der Ort war ursprünglich evangelisch und nach St. Andreas (Seibelsdorf) gepfarrt.